# بنگور، شهرستان داون
بنگور (به انگلیسی: Bangor) شهری در منطقهٔ شفیلد کشور ایرلند شمالی است که در شهرستان داون واقع شده‌است. این شهر در سال ۱۹۹۱ میلادی ۵۴٫۱۰۶ نفر جمعیت داشته و در سرشماری سال ۲۰۰۱ جمعیت آن به ۵۸٫۳۸۸ نفر رسیده‌است. میزان رشد سالانهٔ جمعیت بنگور، کانتی داون ‎۰٫۸۱ درصد می‌باشد و جمعیت این شهر در سال ۲۰۱۲ به ۶۳٫۸۰۱ نفر تغییر یافت.